# Kelvin Amian
Kelvin Amian Adou (* 8. února 1998) je francouzský profesionální fotbalista, který hraje na pozici pravého obránce za klub FC Nantes.

## Klubová kariéra

### Toulouse
Amian je mládežnickým produktem klubu Toulouse FC. V Ligue 1 debutoval 14. srpna 2016 proti Marseille, kdy odehrál celý zápas.

### Spezia
Dne 23. července 2021 podepsal Amian pětiletou smlouvu s klubem Serie A Spezia Calcio.

### Nantes
Dne 25. ledna 2024 podepsal Amian smlouvu s Nantes na 4,5 roku.

## Osobní život
Amian je původem z Pobřeží slonoviny.

## Statistiky

### Klubové
Platí k zápasu hranému 7. dubna 2024.
| Klub              | Sezóna            | Liga              | Liga   | Liga | Národní pohár | Národní pohár | Ligový pohár | Ligový pohár | Kontinentální | Kontinentální | Ostatní | Ostatní | Celkově | Celkově |
| Klub              | Sezóna            | Soutěž            | Zápasy | Góly | Zápasy        | Góly          | Zápasy       | Góly         | Zápasy        | Góly          | Zápasy  | Góly    | Zápasy  | Góly    |
| ----------------- | ----------------- | ----------------- | ------ | ---- | ------------- | ------------- | ------------ | ------------ | ------------- | ------------- | ------- | ------- | ------- | ------- |
| Toulouse          | 2016/17           | Ligue 1           | 22     | 0    | 1             | 0             | 1            | 0            | —             | —             | —       | —       | 24      | 0       |
| Toulouse          | 2017/18           | Ligue 1           | 36     | 1    | 1             | 0             | 2            | 0            | —             | —             | —       | —       | 39      | 1       |
| Toulouse          | 2018/19           | Ligue 1           | 32     | 0    | 2             | 0             | 0            | 0            | —             | —             | —       | —       | 34      | 0       |
| Toulouse          | 2019/20           | Ligue 1           | 20     | 0    | 1             | 0             | 1            | 0            | —             | —             | —       | —       | 22      | 0       |
| Toulouse          | 2020/21           | Ligue 2           | 34     | 4    | 0             | 0             | —            | —            | —             | —             | —       | —       | 34      | 4       |
| Toulouse          | Celkově           | Celkově           | 144    | 5    | 5             | 0             | 4            | 0            | 0             | 0             | 0       | 0       | 153     | 5       |
| Spezia            | 2021/22           | Serie A           | 32     | 1    | 1             | 0             | —            | —            | —             | —             | —       | —       | 33      | 1       |
| Spezia            | 2022/23           | Serie A           | 30     | 0    | 2             | 0             | —            | —            | —             | —             | —       | —       | 32      | 0       |
| Spezia            | 2023/24           | Serie B           | 19     | 0    | 1             | 0             | —            | —            | —             | —             | —       | —       | 20      | 0       |
| Spezia            | Celkově           | Celkově           | 81     | 1    | 4             | 0             | 0            | 0            | 0             | 0             | 0       | 0       | 85      | 1       |
| Nantes            | 2023/24           | Ligue 1           | 6      | 0    | 0             | 0             | —            | —            | —             | —             | —       | —       | 6       | 0       |
| Celkově v kariéře | Celkově v kariéře | Celkově v kariéře | 231    | 6    | 9             | 0             | 4            | 0            | 0             | 0             | 0       | 0       | 244     | 6       |